# Neomegamphopus roosevelti
Neomegamphopus roosevelti is een vlokreeftensoort uit de familie van de Neomegamphopidae. De wetenschappelijke naam van de soort is voor het eerst geldig gepubliceerd in 1942 door Clarence Raymond Shoemaker.